# Pinguine Baunatal
Der Inlinehockey-Verein Pinguine Baunatal ist ein u. a. in der IHD-Bundesliga aktiver Club, der im nordhessischen Baunatal angesiedelt und den Vereinen GSV Eintracht Baunatal und KSV Baunatal angeschlossen ist. Zurzeit nehmen Mannschaften aus vier verschiedenen Altersklassen (U 12, U15, U18, Senioren) am Inlinehockey-Spielbetrieb teil. Die erste Mannschaft setzt sich aus Eishockey-Spielern (u. a. Michael Gundlach von den Moskitos Essen) und Inlinehockey-Spielern zusammen. Oft erfolgt eine recht frühe Einbindung von talentierten Nachwuchsspielern in die erste Mannschaft. Eine in der Oberliga aktive zweite Mannschaft und ein weiteres Team in der Landesliga sind ebenfalls am Start. Die Heimspiele der Pinguine Baunatal finden auf einem Außenplatz in der Nähe des Baunataler Stadtparks statt. Geschäftsführerin der Abteilung Inline-Hockey ist Irene Grass.

## Geschichte
Gegründet im Jahre 1998, sind die Pinguine Baunatal eine an die Vereine GSV Eintracht Baunatal und KSV Baunatal angeschlossene Inlinehockey-Spielgemeinschaft. Zunächst nahm man mit einer Schüler- und einer Jugendmannschaft, dann auch mit einer Seniorenmannschaft am Spielbetrieb der Hessischen Inlinehockey-Liga erfolgreich teil. So konnte unter anderem die Seniorenmannschaft im Jahr 2000 den Gewinn des Supercups und 2001 die Hessische Meisterschaft feiern, ebenso wie das U15 - Team. 2004 schloss man sich dann dem Spielbetrieb der vom DRIV organisierten IHD-Bundesliga an und ist dort bis heute aktiv. In der ersten Seniorensaison 2005 erreichte man den fünften Tabellenplatz, in der darauffolgenden Spielzeit belegte man den dritten Platz beim Pokalwettbewerb. 2015 und 2016 wurden die Pinguine Baunatal deutscher Meister.
In der Spielzeit 2008 nahmen die Pinguine Baunatal erneut an der in IHD-Bundesliga teil. Anders als die übrigen Clubs der IHD-Bundesliga, wie die Assenheim Patriots oder die DEG Rhein Rollers, hatte man auf eine Teilnahme an der den deutschen Meister ermittelnden, gemeinsam von DRIV und DEB veranstalteten Deutschen Inlinehockey-Liga (DIHL) verzichtet. Der Tabellenerste am Ende der erstmals nur mit fünf Vereinen ausgespielten IHD-Bundesliga war nicht der Deutsche Meister, allerdings qualifizierte er sich für den von der FIRS veranstalteten Europapokal.